# Джеронімо Каскіо
Джеронімо Каскіо (італ. Geronimo Cascio; 1571 — після 1634) — італійський шахіст. Один із найсильніших гравців Італії початку XVII сторіччя. Жив на острові Сицилія, що був серед тогочасних центрів шахового життя Італії.

## Життєпис
Жив на Сицилії, походив з міста П'яцца-Армерина.
Талант Каскіо високо цінували італійські шахові майстри П'єтро Каррера та Алессандро Сальвіо.
При дворі вельможі Франческо Бранчіфорте (принца П'єтраперція та маркіза Мілітелло) переміг уже понад 50-річного Джуліо Чезаре Полеріо, що довгий час був провідним шахістом Італії, але програв своєму одноліткові П'єтро Каррері.
У 1606 році провів у Неаполі матч із 4 партій з Алессандро Сальвіо, але зазнав поразки.
Близько 1606 року в Римі при дворі герцога Джакобо Буонкомпаньйо виграв у Джуліо Чезаре Полеріо, за що отримав від герцога посаду придворного шахіста і пожиттєву плату у розмірі 250 ескудо, а також канонію (посаду каноніка) для свого брата.